# Грабик (Нижньосілезьке воєводство)
Грабик (пол. Grabik) — село в Польщі, у гміні Гавожиці Польковицького повіту Нижньосілезького воєводства.
Населення — 138 осіб (2011).
У 1975—1998 роках село належало до Легницького воєводства.

## Демографія
Демографічна структура станом на 31 березня 2011 року:
|          | Загалом | Допрацездатний вік | Працездатний вік | Постпрацездатний вік |
| -------- | ------- | ------------------ | ---------------- | -------------------- |
| Чоловіки | 66      | 12                 | 49               | 5                    |
| Жінки    | 72      | 17                 | 41               | 14                   |
| Разом    | 138     | 29                 | 90               | 19                   |